# Juan José de Soiza Reilly
Juan José de Soiza Reilly (Concordia, Entre Ríos, 19 de mayo de 1880-Buenos Aires, 19 de marzo de 1959) fue un periodista y escritor argentino.

## Primeros años
Asistió a la escuela elemental en Paysandú, Uruguay y a los doce años comenzó a vivir en Buenos Aires, donde, todavía adolescente, comenzó a escribir en publicaciones vecinales. Su comprovinciano José Seferino Álvarez Escalada lo incorporó en 1903, el mismo año de su fallecimiento, a la redacción de la revista Caras y Caretas, una publicación “literaria, artística y de actualidades” escrita en clave de humor que leía toda la población, sin distinción de posición social, en la que permaneció muchos años. Paralelamente Souza Reilly continuó estudiando y a los veinticinco años se recibió de maestro normal, llegando a ser profesor de historia en varios establecimientos y consejero en las Universidades Populares.

## Escritor y periodista
Fue un personaje pintoresco de Buenos Aires, entre los varios de esa grey de bohemios, habitués de la calle Florida y polemistas de café, que había a comienzos del siglo XX. Frecuentaba las tertulias del bar El Sibarita, de la calle Maipú, entre Bartolomé Mitre y Presidente Perón (que por entonces era la calle Cangallo), donde era amigo, entre otros personajes, de Héctor Pedro Blomberg, Enrique Méndez Calzada, Eustaquio Pellicer, y de los dibujantes José María Cao, Juan Hohmann y Alejandro Sirio.
Por encargo de Caras y Caretas, en 1907 viajó a Europa y se instaló como su corresponsal en París, donde hizo amistad con Rubén Darío, Juan Pablo Echagüe, Enrique Gómez Carrillo, Julio Piquet y otros bohemios latinoamericanos que allí vivían. Consiguió entrevistas con importantes figuras de la política, el arte y la ciencia que luego eran leídas con avidez en Buenos Aires, entre ellas con Henri Barbusse, Vicente Blasco Ibáñez, Clemenceau, que acababa de visitar Buenos Aires, Edmondo De Amicis, Gabriele D'Annunzio, Anatole France, el mariscal Paul von Hindenburg, Maurice Maeterlinck, Pietro Mascagni, Ada Negri, Ramón y Cajal y Miguel de Unamuno.
Soiza Reilly era un reportero ingenioso, brillante, que sabía destacar lo fundamental en lo anecdótico, pero también matizar con anécdotas sus crónicas sobre resonantes acontecimientos mundiales. En sus entrevistas humanizaba a sus interlocutores y hacía resaltar sus peculiares rasgos psicológicos. Muchas de sus anécdotas se hallan en sus recopilaciones de entrevistas como Hombres y mujeres de Italia o Mujeres de América, donde retrató vivamente, entre otras, a Delfina Bunge de Gálvez, Juana de Ibarbourou, Lola Membrives y Lola Mora.
El reino de las cosas, el primer libro de Soiza Reilly, fue un fracaso, pero el segundo, con retratos y entrevistas de celebridades, titulado Cien hombres célebres, llegó a vender 20 000 ejemplares. El alma de los perros, con prólogo de Manuel Baldomero Ugarte, se tradujo a varios idiomas y escribió otras novelas y cuentos, algunos publicados en La Novela Semanal, pero sin alcanzar repercusión. Escribía sobre temas populares, le atraían los conventillos, los personajes sombríos y los títulos que elegía para sus obras, algunas prologadas por Manuel Ugarte, José Enrique Rodó, Evaristo Carriego y Vicente Blasco Ibáñez, reflejan esas preferencias: Las timberas, Bajos fondos de la aristocracia, La muerte blanca, Pecadoras y Amor y cocaína. 

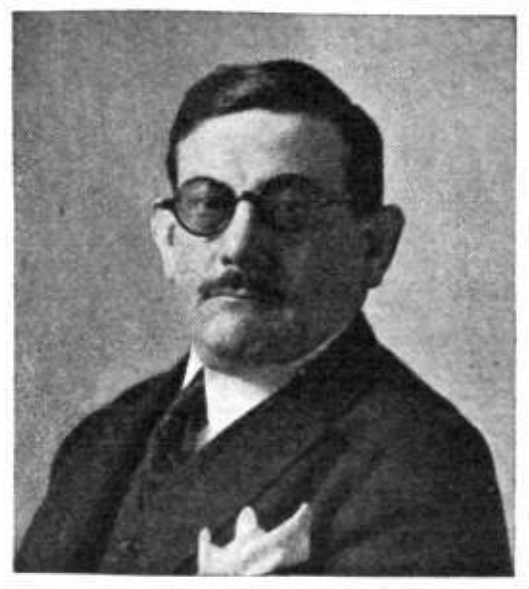
Reilly en foto publicada por Caras y Caretas, el 18 de septiembre de 1920.

Cubrió como corresponsal de La Nación la Primera Guerra Mundial y sus despachos desde el frente –estuvo, por ejemplo, en la batalla de Verdún con Gómez Carrillo– eran esperados por sus lectores. En los años posteriores volvió varias veces a Europa y en uno de esos viajes envió crónicas y reportajes a La Prensa.
Fue corresponsal y colaborador de casi todos los diarios y revistas importantes del país y ejerció como escritor y periodista durante sesenta años, dedicando sus últimos treinta años de vida a sus esperadas y escuchadas charlas radiofónicas –primero en Radio Stentor, luego en Radio Belgrano y otras radioemisoras– de las que fue pionero adelantándose, con su propio estilo, a un modelo de audición periodística que luego se difundió; de sus charlas animadas, críticas o irónicas, se recuerda su voz eufórica, de hablar apresurado, que terminaba siempre con la exclamación: “¡Arriba los corazones!” o “¡Pasó mi cuarto de hora!”.
Murió el 19 de marzo de 1959, dos meses antes de cumplir setenta y nueve años.